# Equazione di Darcy-Weisbach
L'equazione di Darcy-Weisbach è un'equazione importante usata in idraulica. Permette il calcolo della perdita di carico (altrimenti detta caduta di pressione) in un tubo. L'equazione prende il nome da Henry Darcy e Julius Weisbach.

## Storia
L'equazione di Darcy-Weisbach, combinata con il diagramma di Moody per il calcolo delle perdite di carico nelle condotte, viene tradizionalmente ricondotta a Henry Darcy, Julius Weisbach e Lewis Ferry Moody; ciononostante, lo sviluppo di tali formule e diagrammi ha riguardato anche altri scienziati e tecnici nel suo sviluppo storico. In linea generale, l'equazione di Bernoulli fornirebbe le perdite di carico ma in funzione di grandezze non note a priori come la pressione. Sono state pertanto ricercate relazioni (empiriche) che correlassero la perdita di carico a grandezze come il diametro della condotta e la velocità.
Julius Weisbach sicuramente non fu il primo a introdurre una formula che mettesse in correlazione la lunghezza e il diametro di una condotta e il quadrato della velocità del fluido. Antoine Chézy (1718-1798), infatti, già nel 1770 aveva pubblicato una formula che, pur riferendosi ai canali a pelo libero (cioè non in pressione), era formalmente identica a quella che avrebbe in seguito introdotto Weisbach a patto di riformularla in termini di raggio idraulico. La formula di Chézy fu però persa fino al 1800, allorché Gaspard de Prony (un suo ex studente) pubblicò un resoconto con una descrizione dei suoi risultati. Probabilmente, lo stesso Weisbach era a conoscenza della formula di Chezy grazie alle pubblicazioni di Prony.
La formula di Weisbach fu proposta nel 1845 nella forma che usiamo ancora oggi:
{\displaystyle \Delta H=f\cdot {LV^{2} \over {2gD}}}
dove:
- {\displaystyle \Delta H}: perdita di carico.
- {\displaystyle L}: lunghezza del condotto.
- {\displaystyle D}: diametro del condotto.
- {\displaystyle V}: velocità di flusso del fluido.
- {\displaystyle g}: accelerazione di gravità.

Il coefficiente di attrito f era però espresso da Weisbach attraverso la seguente formula empirica:
{\displaystyle f=\alpha +{\beta  \over {\sqrt {V}}}}
con  {\displaystyle \alpha } e {\displaystyle \beta } in funzione del diametro e del tipo di parete della condotta.
Il lavoro di Weisbach fu pubblicato negli Stati Uniti d'America nel 1848 e divenne ben presto famoso in tale stato. Al contrario, in Francia non conobbe inizialmente una grande diffusione e si continuò a utilizzare l'equazione di Prony che aveva invece una forma polinomiale in funzione della velocità (peraltro spesso approssimata col quadrato della velocità). Al di là degli sviluppi storici, la formula di Weisbach aveva anche il merito oggettivo di rispettare l'analisi dimensionale conducendo a un coefficiente di attrito f adimensionale. La complessità di f, dipendente dalla meccanica dello strato limite e dal regime di moto (laminare, di transizione oppure turbolento) tendeva infatti a "oscurare" la dipendenza dalle grandezze della formula di Weisbach e molti studiosi erano pervenuti a formule empiriche irrazionali e dimensionalmente non omogenee. Peraltro si comprese non molto tempo dopo il lavoro di Weisbach che il coefficiente di attrito f dipendeva dal regime di moto e che era indipendente dal numero di Reynolds (e quindi dalla velocità) solo nel caso di tubi scabri in regime di moto turbolento (equazione di Prandtl-von Kármán).

## Formula generale
La forma generale della equazione di Darcy-Weisbach è la legge costitutiva per la perdita di carico in un condotto:
{\displaystyle \Delta P=k\cdot q}
dove:
- {\displaystyle k}: coefficiente di attrito fluidodinamico medio per il condotto
- {\displaystyle q}: pressione dinamica nel condotto.

Ovvero, cambiando variabili in quota idraulica H, e velocità di flusso u:
{\displaystyle \Delta H=k\cdot {\frac {u^{2}}{2g}}}
dove g rappresenta l'intensità media del campo di forze di volume (che nel caso di sole forze gravitazionali è pari all'accelerazione di gravità).
Il coefficiente (globale) di attrito {\displaystyle \ k} è legato al fattore di attrito di Fanning {\displaystyle \ f} (locale) dalla:
{\displaystyle k=f{\frac {L}{D}}}
dove:
- {\displaystyle L}: lunghezza del condotto.
- {\displaystyle D}: diametro equivalente del condotto.

Talvolta si indica il numero di Fanning {\displaystyle \ f} anche con il simbolo {\displaystyle \lambda =4f}

## Derivazione
La formula può essere ricavata attraverso il teorema di Buckingham oppure dall'integrazione delle equazioni di Navier-Stokes per condotti di sezioni circolare.
Nel primo caso si considera la perdita di carico {\displaystyle {\frac {\Delta p}{L}}} dovuta a velocità, densità, viscosità dinamica, diametro del condotto, scabrezza. Ponendo la costante pari a ½ in maniera empirica e individuando il numero di Reynolds {\displaystyle Re} si ottiene
{\displaystyle {\frac {\Delta p}{L}}={\frac {1}{2}}{\frac {\rho v^{2}}{D}}Re^{x}\left({\frac {\varepsilon }{D}}\right)^{y}}
dove x e y sono parametri ignoti; la parte dipendente da {\displaystyle Re} e {\displaystyle \varepsilon /D} è il coefficiente di attrito {\displaystyle \lambda }, ottenendo l'equazione di Darcy-Weisbach nella caduta di pressione.
Nel secondo caso, l'integrazione delle equazioni di Navier-Stokes per un moto laminare in condotta porta a un'espressione della velocità dipendente dalla cadente. Se la velocità è costante, come accade per condotte a sezione costante e fluidi incomprimibili, la cadente è {\displaystyle j={\frac {\Delta H}{L}}} ; quindi invertendo l'espressione della velocità media si ottiene l'equazione di Darcy-Weisbach nella caduta di carico:
{\displaystyle {\frac {\Delta H}{L}}={\frac {\lambda }{D}}{\frac {v^{2}}{2g}}}
attraverso opportune formule (come l'equazione di Colebrook) per il calcolo di {\displaystyle \lambda } si può estendere quanto ricavato a moti turbolenti. Inoltre si utilizza (per generalizzare a sezioni non circolari) il diametro equivalente {\displaystyle R} al posto del diametro {\displaystyle D}; per sezioni circolari {\displaystyle D=4R}.